# لا اسپورتیوا
لا اسپورتیوا (به انگلیسی: La Sportiva)، یک برند ایتالیاییِ ملزومات کمپینگ و کوهنوردی، پیاده‌گردی و ورزش‌های زمستانی است که توسط « نارچیزو دلادیو » در سال ۱۹۲۸ میلادی تأسیس شد.

لوگو لاسپورتیوا

وی تجارت خود را با تولید چکمه و قلاب برای کشاورزان و چوب‌بر ها آغاز کرد. در جنگ جهانی دوم ، با ساخت چکمه های مخصوص کوهنوردی به ارتش ایتالیا کمک کرد. در اوایل دهه ۵۰ میلادی او کفش های مخصوص اسکی با برند لا اسپورتیوا را راهی بازار کرد.

امروزه محصولات لا اسپورتیوا در سراسر دنیا به فروش می‌رسد و از مشهورترین برند های لوازم کوهنوردی است.